# 愛を歌うより俺に溺れろ!
『愛を歌うより俺に溺れろ!』（あいをうたうよりおれにおぼれろ）は、新條まゆによる日本の少女漫画。男っぽいが温厚で天然な主人公と可愛らしい容姿だが強かな少年の関係性を描いたロマンティック・コメディ。『少女コミック』（小学館）において連載された後、新たに『愛俺! 〜男子校の姫と女子校の王子〜』のタイトルで『月刊Asuka』（角川書店）にて連載していた。略称は『愛俺』。

## あらすじ
ガールズバンド・青き薔薇（ブラウエローゼン）のリーダー・桜坂水樹は、聖野薔薇女子学院で王子様扱いされている綺麗でボーイッシュな少女。そんな彼女の前に、男海山高校で姫扱いされている可愛らしい少年・白石秋羅が現れる。少し臆病で素直になれない水樹に対し、外見とは裏腹に男らしく、素直に自分の気持ちを伝える秋羅。水樹は秋羅を知るたびに、秋羅への思いを確認し、深めていく。

## 登場人物
キャストはドラマCD版のもの。

### 主要人物
桜坂水樹（さくらざか みずき）
声 - 斎賀みつき
本作の主人公。聖野薔薇女子学院の王子様と呼ばれているボーイッシュな少女。高校1年生。作者曰く「ツンデレ」。長身かつ美人で、男装をすればそこらのイケメンよりもレベルが高く、女性の格好をすればモデル並だが、本人に自覚はない。中身は割と純情で涙脆く、恋愛に関しては奥手で鈍感。普段は温厚だが、秋羅が自分絡みのことで悪さをすると堪忍袋の尾が切れ「黒水樹」と呼ばれる顔を発動させる。ガールズバンド・青き薔薇のリーダー兼ギター。最初は男嫌いだと言い張っていたが、これは幼い頃に遊んだことのある男の子を見ているうちに動悸、息切れ、めまい等を起こしたことから、男は体に悪いというピントのズレた思い込みをした為である。しかしその一緒に遊んだ男の子こそ秋羅であった。秋羅への想いを自覚してからは、ツンデレな態度をとりながらもいい方向へ進みつつあるが、彼の大胆かつ過激なアプローチには少し戸惑い気味。また、恋愛経験が無かった為、ラブソングが作れないことが悩み。蘭にも気に入られている。
白石秋羅（しらいし あきら）
声 - 保志総一朗
男海山高校の「姫」と呼ばれている少年。外見は美少女と見紛う程に可愛らしい容姿でパパラッチ隊もいるが、本人は女装や女の子扱い、「姫」と呼ばれることを非常に嫌がっており、蘭と留衣を足して2で割ったような男になりたいと思っている。蘭と留衣とは腐れ縁で、彼らにいじられることも少なくない。中身は腹黒く、それに比例してその手のテクニックにはかなり熟知している。水樹に一途に恋をしており、彼女のためなら何でも出来、時には手段を選ばず、彼女に手を出そうものなら「黒秋羅」と呼ばれる顔を発動させ、手を出した者に制裁を与える。また、格闘一家で、4人兄弟の末っ子。母親は自身の出産直後に他界。虎一（とらいち）、龍二（りゅうじ）、玄三（げんぞう）の3人の兄からも女の子扱いされている。その上小さい頃はその容姿のせいで周囲に馬鹿にされ、いじめられていた。ただ、必要に応じて女の子のフリをしたり、可愛い仕草をしたりすることもあり、女風呂に堂々と入ったことも。男ながら、外見を武器にして水樹と一緒にいるためにガールズバンド・青き薔薇のボーカルとなるが、自分が男というのはメンバー以外には秘密にしている。牛乳が嫌い。

### 男海山高校
二階堂蘭（にかいどう らん）
声 - 石田彰
男海山高校の生徒会会長。秋羅を異常なほどに可愛がっており、彼が「姫」と呼ばれる原因を作った張本人。中身はこんなだが、実は警視総監の息子。男海山高校に入ったのは父親の教えによるもの。秋羅が気に入っているという水樹に嫉妬したが、彼女が女だとわかると「自分の姫になれ（＝自分の女になれ）」と手を出してきている。しかしそのたびに秋羅に鉄拳制裁を与えられている。かなりのドS気質。本人曰く「美しいものが好き」とのこと。
鬼龍院留依（きりゅういん るい）
声 - 櫻井孝宏
男海山高校の生徒会副会長。蘭と違って水樹に惹かれることはなく秋羅一筋。しかしその一筋さをよく彼に利用されて言いくるめられていることが多い。秋羅を本気で女の子だと思い込んでおり、彼の性器を見た際は「オデキができている！」と言い張っていた。隠し撮りもしているが、こう見えて関東最強のヤクザ「龍牙会（りゅうがかい）」の一人息子。
万尾小次郎（ばんび こじろう）
声 - 森川智之
秋羅の同級生。見た目は強面の大男で「男海山一の問題児」と呼ばれているが、実は聡明な優等生。自分と別の意味で見た目のせいで損をしていた秋羅と意気投合し親友になる。実家は大病院。秋羅曰く「超攻め」。
花園つばさ（はなぞの つばさ）
男海山高校に京都から転校してきた、可憐な少女のような容姿の男子高生。京都では、女のフリをして舞妓として働いていた。以前、当時中学生だった水樹が修学旅行先の京都で迷子になっていたとき助けたことをきっかけに、水樹に思いを寄せ、彼女と交際する秋羅をライバル視する。

### 聖野薔薇女子学院

#### 青き薔薇
成瀬薫（なるせ かおる）
声 - 河原木志穂
水樹とは聖野薔薇女子学院の幼稚舎の時からの親友で、青き薔薇の初代ボーカル。水樹と並ぶ人気の持ち主。親の転勤でニューヨークへ渡米するに伴い、脱退。秋羅の才能にいち早く気付く。水樹は彼女の前だと涙脆くなる。
沖田愛（おきたあい）
声 - 甲斐田ゆき
水樹の親友で同じく青き薔薇のメンバーでドラム担当。陽気でよく喋る。自分の気持ちに悩む水樹を時には親身に、時にはツッコミをいれつつ一緒に考えてくれる。眼鏡を着用しており、風呂に入る時は頭の上に乗せている。いつの間にか秋羅のファンになっていたりするが、秋羅を「総受キャラ」と呼んだり秋羅にウサギ耳を付けさせたりと、言動は腐女子に近い。ポスターや写真なども購入している。
木寺桃子（きでら ももこ）
声 - 永田亮子
水樹の親友で同じく青き薔薇のメンバーでベース担当。恵と一緒にいることが多く、愛と比べるとあまり登場しない。
湯浅恵（ゆあさ めぐみ）
声 - 平田宏美
水樹の親友で同じく青き薔薇のメンバーでギター担当。桃子と一緒にいることが多く、愛と比べるとあまり登場しない。男性経験あり。蘭同様、ドSの傾向がある。

#### その他の関係者
堂島美咲（どうじま みさき）
声 - 朴璐美
水樹と愛の先輩。3年生の王子様と呼ばれている。1年の王子と呼ばれている水樹を気に入り、親睦会で自分のものにしようと狙うが、蘭に邪魔されて未遂に終わる。水樹を怖がらせたことで秋羅の制裁を食らいそうになるが、水樹に助けられる。そして、その後もめげずに水樹を狙っている。一人称は「僕」で、男が大嫌いだが、「キレイなものが好き」という点では蘭と気が合う。堂島リゾートホテルは彼女の父親が経営している。
揚羽撫子（あげは なでしこ）
声 - 皆川純子
聖野薔薇女子学院高等部の生徒会長。水樹を昔から気に入っており、次期生徒会長に指名している。その反面、男海山の面々を「汚らわしい」と評し毛嫌いしている。
葉月（はづき）
声 - 高口幸子
聖野薔薇女子学院高等部の副生徒会長。揚羽を崇拝している。水樹たち同様男っぽいがスカートを履いている。留衣にセクハラ発言をされたことがあり、その時は制裁を加えた。

### その他
榊新之助（さかきしんのすけ）
声 - 鈴村健一
隣に住んでいる水樹の幼馴染でプロボクサー。2歳年上の大学生で幼少期から水樹とは兄妹のように仲がよかったが、水樹は彼を兄のようだと見ているが、本人は水樹を一人の女と見ており、ボクサーになったのも彼女を守るためである。秋羅との交際を認めておらず、水樹をふり向かせようと努力しているが、彼女の気持ちはちゃんと理解している。現在はボクサーを辞めて歌手デビューすると言い張っている。
松岡佑也（まつおか ゆうや）
バンドNOT FOUNDのメンバー。ブラウエローゼンがライブをする予定で予約していたライブハウスのオーナーの知人の息子で、ライブの日をずらすよう迫ってきた。秋羅を女と勘違いして一目惚れし、ライブ日を譲る代わりに秋羅と一日デートさせるよう条件を出した。

## 用語
青き薔薇（ブラウエローゼン）
水樹がリーダーを務めるガールズバンド。メンバーは、水樹、薫、愛、桃子、恵の5人。しかし、薫の脱退により、解散を余儀なくされたが、秋羅が女性のフリをして、ボーカルをする事で免れた。
聖野薔薇女子学院（せんとのばらじょしがくいん）
水樹達が通う、エスカレーター式の超お嬢様女子校。毎年、3年生が主催する親睦会が行なわれている。
男海山高等学校（だんかいざんこうとうがっこう）
秋羅達が通う男子校。場所は、聖野薔薇学院の隣にあるが、「ムサイ、ダサイ、品が無い」と評判が悪く聖野薔薇学院の面々との仲はあまり良くない。

## 単行本
愛を歌うより俺に溺れろ!
1. 2006年6月26日発売 ISBN 4-09-130470-2
2. 2006年9月26日発売 ISBN 4-09-130579-2
3. 2006年12月21日発売 ISBN 4-09-130738-8
4. 2007年4月26日発売 ISBN 4-09-131024-9
5. 2007年7月26日発売 ISBN 4-09-131136-9

愛俺! 〜男子校の姫と女子校の王子〜
1. 2008年5月26日発売 ISBN 9784-04-854176-3
2. 2008年8月26日発売 ISBN 9784-04-854229-6
3. 2009年2月26日発売 ISBN 9784-04-854289-0
4. 2010年2月26日発売 ISBN 9784-04-854438-2
5. 2011年2月26日発売 ISBN 9784-04-854592-1

## ドラマCD
アニプレックスより、順次シリーズ化されている。
1. 愛を歌うより俺に溺れろ! 〜溺死寸前!? 湯けむり温泉親睦旅行〜
2. 愛を歌うより俺に溺れろ! 〜恋敵宣言!! 愛と欲望の文化祭〜
3. 愛俺! 〜男子校の姫と女子校の王子〜 男子寮潜入編

## 映画
2012年8月25日公開の学園ラブ・コメディ。主演は本作が映画初主演となる韓国のアイドルグループ「大国男児」のメンバー・カラムと『高校デビュー』の大野いと。また、2012年夏には劇中に登場するガールズ・ロックバンド「BLAUE ROZEN」（ブラウエローゼン）が成瀬薫役のAKIRAの歌唱によりテーマ曲「Re:birth day」でCDデビューする予定である。
キャッチコピーは「最強★男女逆転学園ラブコメディー!」。

### キャスト
- 白石秋羅 - カラム（大国男児）
- 桜坂水樹 - 大野いと
- 二階堂蘭 - 古川雄大
- 鬼龍院留依 - 寺田拓哉
- 成瀬薫 - AKIRA_(ファッションモデル)
- 湯浅恵 - シシド
- 沖田愛 - 吉原シュート
- 木寺桃子 - 河村春花
- パパラッチ田辺 - 辻本耕志（フラミンゴ）
- パパラッチ沢田 - 竹森千人（フラミンゴ）
- パパラッチ小沢 - 吉田ウーロン太（フラミンゴ）

### スタッフ
- 監督 - 福山桜子[2]
- 脚本 - 香村純子、藤平久子、福山桜子
- 原作 - 新條まゆ『愛俺!〜男子校の姫と女子校の王子〜』『愛を歌うより俺に溺れろ!』（角川書店刊）
- 音楽 - 遠藤浩二
- 配給 - 角川映画
- 製作 - 2012映画「愛俺!」製作委員会（角川書店、NTTドコモ、大日本印刷、BSジャパン）

### 主題歌
- 大国男児「いけない1・2・3」